# Alois Wyrsch
Alois Wyrsch, né le 15 juin 1825 à Bornéo (Indes orientales néerlandaises) et mort le 6 mars 1888 à Buochs, est un homme politique suisse.
De 1860 à 1872, il représente le canton de Nidwald au Conseil national et, pendant près de trois décennies, il est membre du gouvernement de ce même canton.

## Biographie
Wyrsch passe les premières années de sa vie à Bornéo, où son père, Louis Wyrsch, sert comme commandant militaire et civil au service des Pays-Bas. Sa mère, Ibu Silla alias Johanna van den Berg, est une Malaise de Java. Après sa mort en 1832, il s'installe à Buochs dans le canton de Nidwald. Son demi-frère Jakob Wyrsch, qui devient plus tard membre du Conseil des États, est issu du second mariage de son père avec Theresia Stockmann.
À partir de 1839, Wyrsch travaille comme meunier à Ennetbürgen, puis devient propriétaire d'un autre moulin à Alpnach en 1850. En 1845, il épouse la fille du fermier Franziska Christen et, en 1860, son second mariage a lieu avec Margareth Zelger, la fille du propriétaire de l'hôpital et responsable de la commune Benedikt Josef Zelger. En 1856, les troupes de Nidwald choisissent Wyrsch pour commander le bataillon 74. Deux ans plus tard, il est élu membre du gouvernement de Nidwald, occupant douze fois le poste de Landaman entre 1859 et 1888. Parallèlement, il est membre du Conseil communal de Buochs de 1865 à 1888. En tant que représentant des libéraux modérés, Wyrsch est un candidat couronné de succès aux élections fédérales de 1860, après quoi il siège au Conseil national pendant douze ans. En 1865, il abandonne son travail de meunier et travaille désormais comme avocat.
Selon Bernhard C. Schär, Wyrsch est le premier parlementaire de couleur en Suisse.